# Antonio Rocha Cordero
Antonio Rocha Cordero (Cerritos, San Luis Potosí; 6 de abril de 1912 - Ciudad de México, 16 de enero de 1993) fue un abogado y político mexicano, miembro del Partido Revolucionario Institucional. Fue gobernador de San Luis Potosí entre 1967 y 1973.

## Biografía
Fue abogado egresado en 1935 de la que luego se convertiría en la Universidad Autónoma de San Luis Potosí, fue procurador general de Justicia de San Luis Potosí de 1943 a 1946, primeros tres años de gobierno de Gonzalo N. Santos, de 1947 a 1948 fue secretario general de Gobierno de Tamaulipas por nombramiento del gobernador Raúl Gárate, diputado federal a la XLI Legislatura de 1949 a 1952 y senador por San Luis Potosí de 1952 a 1958.
El 1 de diciembre de 1964 el presidente Gustavo Díaz Ordaz lo nombró titular de la Procuraduría General de la República, permaneciendo en el cargo hasta el 17 de febrero de 1967 en que renuncia al ser postulado candidato del PRI a Gobernador de San Luis Potosí, electo, asumió el cargo el 26 de septiembre de 1967. 
El gobierno de Rocha Cordero en San Luis Potosí tuvo una aceptación general entre los habitantes del estado y representó un periodo de estabilidad política tras grandes disturbios en los gobiernos de sus antecesores, al ser aceptado por la oposición encabezada por Salvador Nava Martínez. 
Esta popularidad hizo que surgieran opiniones en el estado y en algunos sectores del país sobre la conveniencia de su candidatura a la presidencia, en 1969 el presidente Díaz Ordaz llegó a considerar la posibilidad de postularlo candidato del PRI a Presidente de México, candidatura que finalmente recayó en Luis Echeverría Álvarez; el rechazó tal posibilidad argumentando que ya no tenía la edad conveniente para acceder al cargo:

En una ocasión, saliendo de un acuerdo con el Presidente, meses antes del destape, un periodista —quizá inducido— le preguntó sobre sus posibilidades. Repondió lacónicamente: "México es un país joven y necesita un Presidente joven."

Tras concluir su gobierno, en 1974 es designado ministro de la Suprema Corte de Justicia de la Nación, permaneciendo en dicho cargo hasta 1979 en que es nuevamente electo diputado federal a la LI Legislatura en representación del I Distrito Electoral Federal de San Luis Potosí; al terminar su cargo en 1982 se retiró de la política activa y falleció en la Ciudad de México el 16 de enero de 1993.